# Рожнов, Сергей Иванович
Сергей Иванович Рожнов (1732—1795) — сенатор, тайный советник, основатель Константиновской землемерной школы.

## Биография
Происходил из старинного дворянского рода Рожновых Тверской губернии. Родился 28 июня (9 июля) 1732 года и по обычаю того времени уже 5 лет от роду был зачислен юнкером в Канцелярию Св. Синода, а 25 июня 1740 году был определён в Сухопутный шляхетный кадетский корпус. Был выпущен из корпуса инженер-прапорщиком 23 ноября 1743 года. 
В 1761 году он находился, в чине подполковника, в отставке, а в 1763 году поступил на гражданскую службу и в 1765 году состоял прокурором в Канцелярии от строений, откуда 17 августа 1766 года был назначен, с чином статского советника, прокурором в московскую Св. Синода контору; до переезда в Москву некоторое время исполнял обязанности прокурора при Петербургской синодальной конторе. 
С 10 июля 1775 года — действительный статский советник; 22 сентября 1777 года был назначен обер-прокурором во 2-й департамент Сената; отсюда 20 ноября 1778 года Рожнов был определён главным членом в Межевую канцелярию, где и прослужил до назначения, 28 июня 1786 года, в сенаторы с производством в тайные советники; 6 июля ему было повелено присутствовать во 2-м департаменте Сената. Вышел в отставку 29 мая 1789 года. 
В 1779 году подготовил предложение об открытии землемерной школы, названной, в связи с рождением великого князя Константина Павловича, Константиновской.
Умер 8 (19) ноября 1795 года в Москве. Похоронен в селе Загорье Тверской губернии.

## Семья
Первая жена — Лукерья Никифоровна (? — ок. 1783). Вторая жена — Анна Петровна, урождённая Тыртова, (1768 — 30.05.1843). Их дети:
- Михаил (ок. 1788 — ?)
- Александра (27.06.1786 — 21.04.1875); замужем за Василием Сергеевичем Огарёвым
- Екатерина (08.11.1789 —11.08.1864)
- Мария (14.02.1790 — 24.11.1870).